# Cindy Busby
Cindy Busby (Montreal, 18 de março de 1983) é uma atriz e modelo canadense.

## Biografia
Cindy Busby nasceu em Montreal, Canadá, e sempre sonhou em se tornar uma atriz. Ela ganhou um papel de liderança no seu quinto grau,a de interpretar Alice Em Oz, a o longo de Sua Trajetória escolar Cindy só se Preocupou na produção teatral com intenção de transformar essa paixão na sua carreira. Após graduar-se da High School, Cindy, foi aceita no 'Programa Profissional Teatro' no colégio Dawson, em Montreal e foi admitida entre centenas de candidatos. O treinamento rigoroso de 3 anos permitiu Cindy demonstrar o seu profissionalismo, trabalho e dedicação, e foi presenteada com um prêmio de excelência académica.
Em 2005, Cindy foi dado seu primeiro protagonista na história do herói Norman Bethune, filmado por 2 meses e meio na China rural. A série de televisão atraiu vários milhões de telespectadores. Nos últimos 8 anos, Cindy Busby fez jus, fazendo filmes com atores famosos, tais como: "Thrill of the Kill", estrelado por Shiri Appleby e Chris Potter, "Killer Wave", estrelado por Angus MacFadyen, "Let the Game Begin", estrelado por Thomas Ian Nicholas e Adam Rodriguez, "Makeover Hostile", estrelado por Maggie Lawson, "American Pie Presents: Book of Love", estrelado por Eugene Levy, "Uma Vida Interrompida", com Lea Thompson e uma comédia adolescente "Picture This", estrelado pela famosa atriz teen dos filmes High School Musical Ashley Tisdale e Kevin Pollak.Cindy também teve o prazer de trabalhar com Kevin Williamson na popular série de drama "The Vampire Diaries" como Brooke Fenton.

## Filmografia
- Behemoth (2010): Grace Walsh
- American Pie - O Livro do Amor (2009): Amy
- Let the Game Begin (2009): Sarah
- Dead Like Me: Life After Death (2009): Garota adoslecente
- Imaginem Só (2008): Lisa Cross

## Séries de TV
| Série                       | Personagem              | episódios | ano(s)    |
| --------------------------- | ----------------------- | --------- | --------- |
| Heartland                   | Ashley Stanton          | 33        | 2007-2010 |
| Up Close with Carrie Keagan | ela própria             | 1         | 2009      |
| "The Vampire Diaries"       | Brooke Fenton           | 1         | 2009      |
| Durham County               | Trishe                  | 1         | 2007      |
| St. Urbain's Horseman       | garota                  |           | 2007      |
| Superstorm                  | Tania                   |           |           |
| Killer Wave                 | estudante universitária |           | 2007      |
| Bethune                     | Lisa                    |           | 2006      |
| 15/Love                     |                         | 1         |           |
| Undressed                   | Christine               |           | 2002      |